# Принудительное обращение

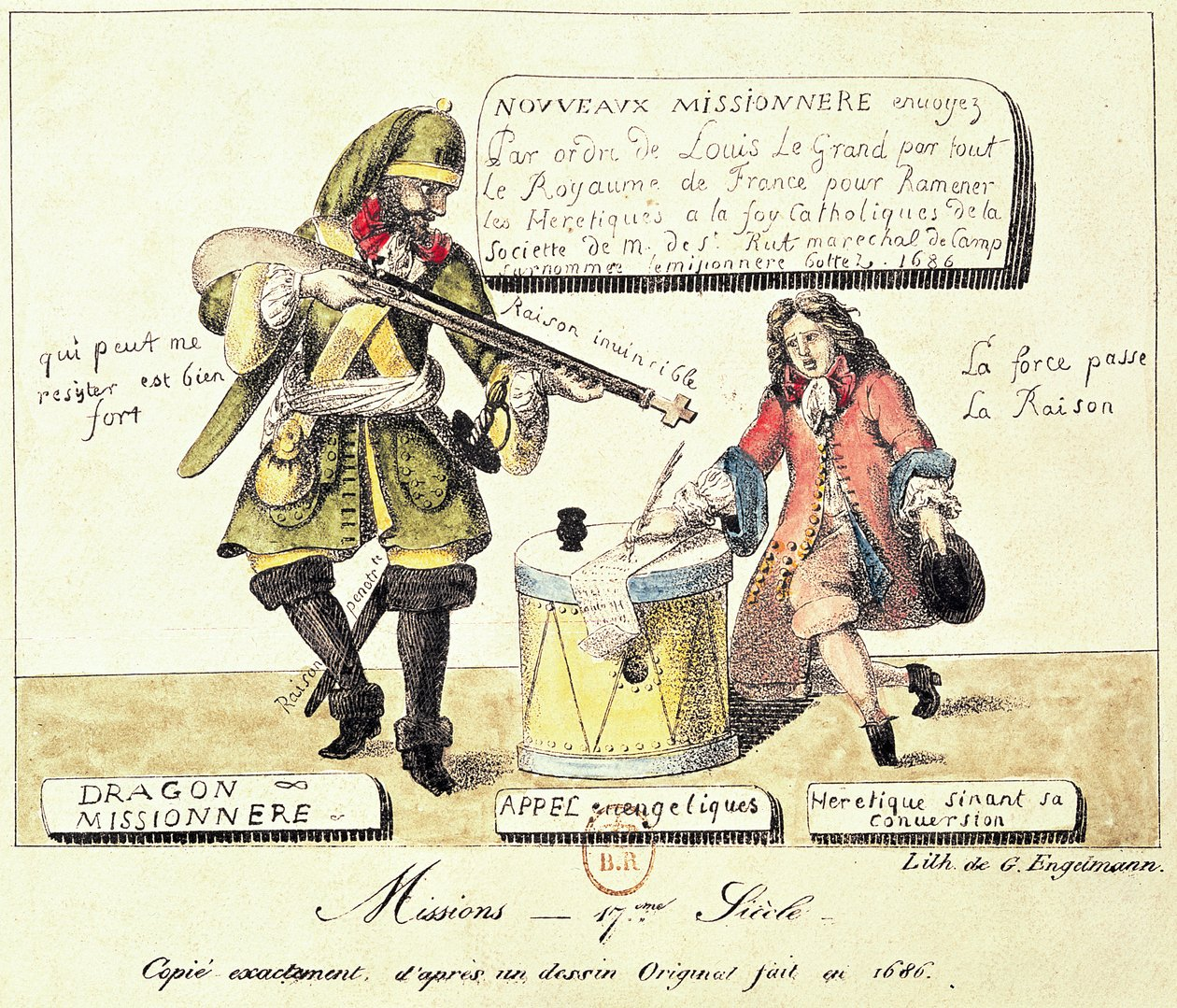
Протестантская карикатура 1686 года против драгонад

Принудительное обращение — обращение в как-либо веру под принуждением, то есть угрозой применения наказания или вреда (лишения работы, социальной изоляции, пыток, лишения жизни и др.). При принудительном обращении требуется явный отказ от прежних убеждений.

## Христианство
Идеологическим основанием насильственного крещения, или принудительного обращения в христианство стало учение христианской церкви, которое со времени апостола Павла рассматривает христианство в качестве истинного Израиля (Verus Israel; см. Рим. 9, 10), позднее развитое христианскими богословами в концепцию, что каждому христианину вменяется в обязанность обращать иноверцев в христианскую веру.
В истории христианская церковь обращала людей в свою веру под принуждением. Среди фактов принудительного обращения:
- Крещение Руси инициировалось властью и было принудительным[2].
- Обращение испанских мусульман и евреев после Реконкисты (последние были позднее известны как мориски и марраны); церковь рассматривала их обращение как притворное, и при Фердинанде и Изабелле они подверглись репрессиями и изгнанию из страны.
- Массовое обращение индейцев в католицизм конкистадорами.
- Преследование католиками индуистского населения Гоа в XVI—XVII веках. Индуисты Гоа, не желавшие переходить в католичество (а также обратившиеся ранее в католичество, но всё ещё практиковавшие индуистские обряды), подвергались пыткам и преследованию со стороны португальских правителей и миссионеров.[3][4][5][6][7][8]
- Гонение на православных в Княжестве Литовском, Речи Посполитой, навязывание Унии.
- Принуждение греко-католиков к принятию православия после аннексии земель Речи Посполитой Российской империей.
- В современной КНР местные католики вынуждаются к переходу в Китайскую патриотическую католическую церковь в связи с тем, что Ватикан установил дипломатические отношения с Тайванем.

## Ислам
Ислам отличается от других религий тем, что представляет собой одновременно и систему духовных убеждений, и общину, и правовую систему, поэтому наличие на территории мусульманской общины неприсоединившихся членов представляет определённую угрозу для её порядка (в особенности в странах с патриархальным укладом жизни, с преобладанием деревенского населения).
Коран напрямую запрещает принудительное обращение: «да не будет принуждения в вере» (2:256). Исследователь Карен Армстронг утверждает, что после смерти пророка Мухаммеда в Арабском халифате никто не был принудительно обращён в ислам.
Однако не все исламские учёные согласны с тем, что принуждение запрещено. Ибн Касир в своем тафсире к 2:256 пишет что данный аят был либо относится только к людям писания которые не будут принуждены принять ислам, если будут выплачивать джизью или отменен аятом сражения (9:29) и если кто-либо из неверующих откажется вступить в бой и не подчинится Аллаху или не заплатит джизью, то с ним будут сражаться до тех пор, пока он не будет убит. Также в доказательство отмены он приводит хадис «Аллах подивится людям, которые войдут в рай в цепях». (аль-Бухари 3010) имея в виду пленников, которых приводят в Ислам в цепях, оковах и кандалах.
Несмотря на требование Корана, случаи принуждения к обращению особенно широко имели место в Средние века.
Подобные случаи имеют место и в новейшее время. В частности, в 2001 году армия Индонезии эвакуировала сотни христианских беженцев с удалённых островов Кесуи и Теор в провинции Малуку после сообщений о том, что их принуждают к обращению в ислам. По сообщениям, некоторые мужчины были обрезаны против их воли, и полувоенные формирования, которых обвиняли в инциденте, подтвердили, что обрезание действительно имело место, однако якобы безо всякого принуждения.
В августе 2006 года два журналиста, Стив Чентанни и Олав Винг, были похищены Бригадами священного джихада в городе Газа, и, по-видимому, были вынуждены принять ислам под угрозой оружия. Палестинская службы новостей «Ramattan» и Fox News сообщили, что журналистов отпустили невредимыми вскоре после выпуска новой видеозаписи. На этой видеозаписи оба журналиста в белых одеждах зачитывают сообщения о том, что они обратились в ислам, при этом Чентанни говорит: «Ислам предназначен не для какой-то отдельной группы людей; это истинная религия для всех людей во все времена». После освобождения Стив Чентанни заявил: «нас заставили обратиться в ислам под угрозой оружия, и я не хочу, чтобы меня неправильно поняли — у меня глубочайшее уважение к исламу, и я узнал о нём много хорошего, но (обращение) мы были вынуждены совершить, поскольку у них было оружие, а мы не понимали, что, чёрт возьми, происходит».
В мае 2007 года члены христианской общины Чарсадда в Северо-западной пограничной провинции Пакистана вблизи границы с Афганистаном сообщили, что получили письма с угрозой взрывов бомб, если они не обратятся в ислам, и что полиция не принимает всерьёз их опасения.
Существуют многочисленные сообщения о попытках обратить силой в ислам религиозные меньшинства в Ираке. В Багдаде христианам было сказано: станьте мусульманами, платите джизья, или умрите. В марте 2007 г. Би-би-си сообщила, что представители мандейского религиозного меньшинства в Ираке утверждали, что их преследовали повстанцы-исламисты, которые поставили их перед выбором: обратиться в ислам или умереть.

## Отказ от прозелитизма
Ряд религий, такие как иудаизм, занимают позицию принципиального отказа от прозелитизма (распространения религии за пределы своей общины), и ограничивают присоединение к своей общине рядом условий, требующих длительной сознательной подготовки к обращению.
Такие направления, как друзы или езиды, не принимают новообращённых в принципе, однако в то же время засвидетельствован ряд случаев суровых наказаний за отказ от веры.
В буддизме принуждение к вере не имеет смысла, поскольку буддизм можно совмещать с практикой иных религий.

## Причисление к религиозной общине помимо воли
Традиции ряда мировых религий подразумевают (не всегда предписанное священным писанием) причисление к религиозной общине по факту рождения и/или с такого момента, когда человек ещё не может сделать сознательный выбор. В частности, во многих конфессиях христианства крещение происходит вскоре после рождения. При этом, однако, католицизм предусматривает конфирмацию — сознательное подтверждение принадлежности к вере в возрасте около 12 лет после прохождения обучения основам религии. Причисление к общине в несознательном возрасте не рассматривается как насильственное обращение, если в возрасте, предусматривающем юридическую дееспособность, человек будет свободен отказаться от этой религии (конфессии) или выбрать иную религию (конфессию).

## Принудительное удержание в вере
В практике ряда мировых религий имеет место насильственное удержание в вере, когда отказ от веры влечёт за собой суровые наказания, включая лишение жизни. В частности, смертная казнь предусмотрена за переход в иную веру в большинстве стран с шариатским правом. Вплоть до конца XVIII века аналогичная практика была распространена в христианских странах.

## Обращение на смертном одре
Добровольное обращение на смертном одре в присутствии свидетелей, как правило, не считается насильственным (то есть когда угроза смерти не исходит от свидетелей обращения).

## Посмертное обращение
Ряд религий, в частности мормонизм, допускают посмертное обращение человека в веру посредством молитв его близких или других людей, ходатайствующих за усопшего перед Богом.
Имеется ряд прецедентов, когда человека посмертно объявляли приверженцем той или иной религии, однако свидетелей обращения не было. Так, много лет спустя после битвы при Оходе нашлись свидетели того, что погибший в битве на стороне мусульман язычник Кузман перед смертью произнёс шахаду.